# Octachlornaphthalin
Octachlornaphthalin ist eine chemische Verbindung aus der Gruppe der organischen aromatischen Halogenkohlenwasserstoffe. Sie gehört zu den polychlorierten Naphthalinen, die 2015 wurden in die Anhänge A und C des Stockholmer Übereinkommens aufgenommen wurden.

## Gewinnung und Darstellung
Octachlornaphthalin kann durch Reaktion von Naphthalin in Sulfurylchlorid mit Chlor und Eisen(III)-chlorid oder Eisen gewonnen werden.
Ebenfalls möglich ist die Darstellung durch Reaktion von Naphthalin mit Chlor in Gegenwart von Antimon(V)-chlorid bei 150 bis 210 °C.

## Eigenschaften
Octachlornaphthalin ist ein gelblicher Feststoff, der praktisch unlöslich in Wasser ist.

## Verwendung
Octachlornaphthalin wird zur Herstellung anderer chemischer Verbindungen (wie Octafluornaphthalin) verwendet. Sie wurde auch in Kabelisolierungen und Zusatzstoff in Schmiermittel eingesetzt.